# Tipula tergata
Tipula tergata är en tvåvingeart som beskrevs av Doane 1912. Tipula tergata ingår i släktet Tipula och familjen storharkrankar. Inga underarter finns listade i Catalogue of Life.